# الهيئة العامة للإذاعة والتلفزيون (فلسطين)
الهيئة العامة للإذاعة والتلفزيون الفلسطينية والمعروفة اختصارًا بـ(PBC) هي هيئة إعلامية فلسطينية تأسست في 1 تموز 1994، وهي تابعة للسلطة الوطنية الفلسطينية. تمتلك الهيئة محطة إذاعية معروفة باسم صوت فلسطين وقناة فضائية معروفة باسم تلفزيون فلسطين، بدأ تلفزيون فلسطين البث عام 1996 من قطاع غزة، وكان أول رئيس لهيئة الإذاعة والتلفزيون الفلسطينية رضوان أبوعياش وهو رئيس سابق لاتحاد الصحفيين العرب، وهو أحد نشطاء حركة فتح، الموالين للرئيس الفلسطيني الراحل ياسر عرفات.
قامت حكومة الولايات المتحدة الأمريكية بتمويل هيئة الإذاعة والتلفزيون الفلسطينية جزئيًا حتى عام 1998. في 19 يناير عام 2002 عمدت قوات الاحتلال الإسرائيلي إلى استخدام المتفجرات لتدمير المبنى الرئيسي لهيئة الإذاعة والتلفزيون الفلسطينية، والمكون من خمسة طوابق وكذلك برج البث التابع لها في مدينة رام الله، بدعوى الانتقام لمقتل ستة أشخاص على يد مسلح فلسطيني من حركة فتح.
في وقت لاحق اعتبرت الحكومة الإسرائيلية ما تبثه هيئة الإذاعة والتلفزيون الفلسطينية معادٍ للسامية أو يحرض على العنف.

## التضامن
في أغسطس 2020، عبَّرَت هيئة الإذاعة والتلفزيون الفلسطينية عن تضامنها بإضاءة مبنى مقر الهيئة بألوان العلم اللبناني انفجار مرفأ بيروت.

## التاريخ
وكان أول رئيس لهيئة الإذاعة والتلفزيون الفلسطينية هو الناشط في حركة فتح والموالي لعرفات رضوان أبو عياش الرئيس السابق لاتحاد الصحفيين العرب. كان لدى هيئة الإذاعة والتلفزيون الفلسطينية شبكة تلفزيونية أرضية تضم القناة 5 في نابلس والقناة 21 في خان يونس والقناة 21 في أريحا (قوة منخفضة جداً)، والقناة 23 في قصر الحكيم، والقناة 25 في العاصمة رام الله والقناة 30 في حلحول والقناة 31 في جنين والقناتين 4 و34 في بيت جالا. كانت القناة في سنواتها الأولى تبث لمدة اثنتي عشرة ساعة يوميًا وحتى ثماني عشرة ساعة في فترات العطلات.
في 19 يناير/كانون الثاني 2002 استخدمت قوات الدفاع الإسرائيلية المتفجرات لتدمير المبنى الرئيسي المكون من خمسة طوابق وبرج الإرسال التابع لهيئة الإذاعة والتلفزيون الفلسطينية في رام الله بزعم الانتقام لمقتل ستة أشخاص على يد مسلح فلسطيني مرتبط بفتح. وفي وقت لاحق هاجمت الحكومة الإسرائيلية هيئة الإذاعة الفلسطينية بسبب بثها مواد اعتبرت معادية للسامية أو تحرض على العنف.
كانت مؤسسة البث عضوًا مشاركًا سابقًا في اتحاد البث الأوروبي ويُزعم أنها أجرت مفاوضات مع اتحاد البث الأوروبي لتصبح عضوًا نشطًا كامل العضوية. ومع ذلك فإن السلطة الفلسطينية ليست عضواً في المنظمات المطلوبة وثم فهي لا تتوافق مع المعايير. حاليا تعد الهيئة عضوا في اتحاد إذاعات الدول العربية (أيه بي أس يو).

## التمويل
تتمول بيه بي سي جزئيًا من قبل حكومة الولايات المتحدة حتى عام 1998. وفي عام 2010 أصدر الرئيس الفلسطيني محمود عباس مرسوماً يقضي بتحويل هيئة الإذاعة والتلفزيون إلى مؤسسة عامة.

## وصلات خارجية
- الموقع الرسمي لهيئة الإذاعة والتلفزيون الفلسطينية.